# Hauptsturmführer

Emblema de coll per a un Hauptsturmführer de les SS.

Hauptsturmführer era un rang de la SS que va ser usat entre els anys 1934 i 1945. Equival al grau de capità. El grau de Hauptsturmführer era de tipus mitjà dins la categoria d'oficials, equivalent al de capità (Hauptmann) a la Wehrmacht (exèrcit alemany). El Hauptsturmführer va ser el més comú grau d'oficials de les SS durant la Segona Guerra Mundial i va evolucionar des de la molt més antiga categoria de Sturmhauptführer, creada el 1928 com un rang de la Sturmabteilung. Les SS van utilitzar el rang de Sturmhauptführer de 1930 a 1934, data en què, després de la Nit dels ganivets llargs, el nom del grau va ser canviat a Hauptsturmführer, encara que la insígnia seguia sent la mateixa.
Se sap que alguns dels més famosos membres de les SS han ostentat el rang de Hauptsturmführer. Entre ells es troben Josef Mengele, el metge assignat a Auschwitz; Klaus Barbie, cap de la Gestapo a Lió, Alois Brunner, l'ajudant d'Adolf Eichmann, i Amon Goeth, que va ser immortalitzat en la pel·lícula La llista de Schindler. Günther Degen va ser un altre membre de les SS amb aquest rang. La insígnia de plata per Hauptsturmführer van ser tres llavors de plata i dues franges sobre un pedaç de coll negre, col·locada a la solapa oposada de la insígnia de la unitat. El rang immediatament inferior al de Hauptsturmführer era el de Obersturmführer i el superior, el de Sturmbannführer.